# 梅特·梅尔高
梅特·梅尔高（丹麥語：Mette Melgaard，1980年6月3日—），丹麦女子手球运动员。她曾代表丹麦国家队参加2012年夏季奥林匹克运动会女子手球比赛，结果队伍获得第九名。